# Харви, Фил
Фил Харви (полное имя — Филипп Кристофер Хаммонд Харви; англ. Philip Christopher Hammond Harvey; 29 августа 1976) — английский креативный директор и бывший менеджер, наиболее известный как пятый участник британской рок-группы Coldplay. Он начал финансировать коллектив с пьесы Safety и единолично руководил группой в первые годы их существования. Они подписали контракт с лейблом Parlophone в 1999 году и обрели мировую известность благодаря выпуску Parachutes, A Rush of Blood to the Head и последующих записей.
После ухода из группы на четыре года из-за переутомления он вернулся в состав в качестве креативного директора, а также появлялся эпизодически во многих их музыкальных клипах. Харви выиграл семь премий Грэмми и девять премий Brit Awards в составе Coldplay. По состоянию на 2021 год группа продала более ста миллионов альбомов по всему миру, что сделало их самой успешной группой XXI века.

## Ранние годы
Филип Кристофер Харви родился 29 августа 1976 года в Бристоле, Англия. Выросший в Девоне, он позже учился в школе Шерборн с 1990 по 1995 год вместе с Крисом Мартином. Они были друзьями с 13 лет и играли в кавер-группе The Rockin' Honkiesе соул и R&B, где Харви был «бездарным гитаристом, потому его заменили звукорежиссером». Он поступил на степень по антиковедению в тринити-колледже в Оксфорде, бросив учёбу, чтобы стать менеджером Coldplay.

## Карьера

### Сотрудничество с Coldplay

#### Менеджмент
Во время учёбы в колледже Харви работал в местных ночных клубах, создавая и продвигая студенческие вечера. Он описывал: «[Это] довольно простые вещи, но это [работа], по крайней мере, дало мне смутное представление о том, что значит арендовать место, заказать группу или ди-джея и попробуй заработать немного». После того, как Мартин пожаловался на «тискную хватку», которую один из промоутеров Камдена оказал на Coldplay, он сказал, что группа должна заказать свой собственный концерт в Dingwalls, где им удалось продать 50 копий Safety. Расширенная игра была профинансирована с помощью его отца и соседа по комнате из Оксфорда, в то время как Харви начал управлять группой, бросив университет, посвящая себя полностью этой роли. Позже они написали песню «Brothers & Sisters» и выпустили её в качестве своего дебютного сингла по краткосрочному контракту с Fierce Panda Records.
В апреле 1999 года Coldplay подписали контракт с лейблом Parlophone на Трафальгарской площади, а публикацией занималась BMG Publishing. Харви выполнял свою роль в одиночку до начала 2001 года, когда стресс от работы, которая обычно требует работы в команде, вынудил его сделать перерыв: «Альбом сразу занял первое место, и внезапно я стал работать по шестнадцать часов в сутки с тремя постоянно звонящими телефонными линиями. Только позже я обнаружил, что у большинство международных групп поддерживают огромные команды». Он также подтвердил, что 21-я церемония вручения наград Brit Awards была его самой низкой точкой, поскольку Coldplay выиграли британскую группу и британский альбом года, но он «чувствовал себя как смерть» и думал только о том, «как сильно я хотел быть в постели». После завершения записи A Rush of Blood to the Head он решил покинуть группу и посвятить себя личным начинаниям.

#### Креативное директорство
Помощник Харви (Эстель Уилкинсон) и американский менеджер группы (Дэйв Холмс) совместно взяли на себя его роль, последний до сих пор является единственным менеджером Coldplay с 2006 года. После завершения рекламной кампании X&Y он вернулся в качестве друга группы и с годами «научился быть полезным», в том числе научился планировать живое шоу, снимать видео, заниматься A&R и «просто заполнять пробелы». Участие Харви в составе Coldplay было подчеркнуто другими участниками в прямом обращении к Википедии, где они попросили фанатов и «энтузиастов Википедии» исправить ошибки на их странице.
Его имя также было включено в примечания к каждому альбому, начиная с Viva la Vida or Death and All His Friends. Он появлялся эпизодически в многочисленных музыкальных клипах, в том числе «Life in Technicolor II», в роли человека с видеокамерой; «Christmas Lights», где он был одним из Элвисов, играющих на скрипке; «Paradise» в роли смотрителя зоопарка, преследующего сбежавшего слона; и «A Sky Full of Stars» прохожего в костюме коалы. Харви также часто отвечает на вопросы и просьбы фанатов в социальных сетях Coldplay, где его товарищи по группе описывают его как «мудрого, красивого и пугающего человека, говорящего, что делать».

## Личная жизнь
Хотя предполагаемый статус Харви остается неизвестным, в 2019 году сообщалось, что он купил дом в Брентвуде, Лос-Анджелес, за 15 миллионов долларов, где в настоящее время проживает со своей женой Ясмин. У пары трое детей. В свободное от Coldplay время он путешествовал по Южной Америке, изучал психотерапию и консультирование в Риджентс-колледже и получил степень психолога в Мельбурнском университете. Харви также работал волонтером в Upbeat, небольшом общественном проекте по охране психического здоровья в Камдене, который поддерживал музыкантов, у которых были проблемы с психическим здоровьем, предоставляя семинары, оборудование, помещения для репетиций и помощь в продвижении и записи. Позже он был назначен вице-президентом учреждения, а Coldplay — его покровителями. В 2006 году, на пороге обучения NHS в качестве клинического психолога, Харви попросили вернуться в группу.

## Дискография
- Parachutes
- A Rush of Blood to the Head
- X&Y
- Viva la Vida or Death and All His Friends
- Mylo Xyloto
- Ghost Stories
- A Head Full of Dreams
- Everyday Life
- Music of the Spheres

## Комментарии
1. ↑  Термин «записи» используется для продаж альбомов и синглов вместе взятых[2]. Однако Coldplay продали более 100 миллионов копий включая лишь альбомы[3]. Parlophone не раскрывает количество проданных пластинок[3].